# Owtah Kol
Owtah Kol é uma cidade do Afeganistão, localizada na província de Balkh.